# Mayanattskärra
Mayanattskärra (Nyctiphrynus yucatanicus) är en fågel i familjen nattskärror.

## Utbredning och systematik
Fågeln förekommer från södra Mexiko (Yucatánhalvön) till norra Belize och Petén i norra Guatemala. Den behandlas som monotypisk, det vill säga att den inte delas in i några underarter.

## Status och hot
Arten har ett stort utbredningsområde, men tros minska i antal, dock inte tillräckligt kraftigt för att den ska betraktas som hotad. Internationella naturvårdsunionen IUCN listar arten som livskraftig (LC). Beståndet uppskattas till i storleksordningen mellan 20 000 och 50 000 vuxna individer.